# Colliers Wood United F.C.
Colliers Wood United FC là một câu lạc bộ bóng đá bán chuyên nghiệp có trụ sở tại London Merton,Anh. Trực thuộc Surrey County Football Association, đội bóng hiện thi đấu tại  và có sân nhà ở Wibbandune Sports.

## Danh hiệu

### Hạng đấu
- Combined Counties Football League Division One[3]
  - Á quân mùa giải 2003–04
- Surrey County Premier League[3][4]
  - Nhà vô địch mùa giải 1997–98
  - Á quân các mùa giải 1999–00, 2000–01, 2002–03
- Surrey Senior League Division One[5]
  - Nhà vô địch mùa giải 1969–70

### Cúp
- Combined Counties Football League Premier Challenge Cup[6]
  - Á quân các mùa giải 2012, 2015
- Surrey FA Saturday Premier Cup :[7]
  - Nhà vô địch mùa giải 1997-98
- Surrey Intermediate Cup[8]
  - Nhà vô địch mùa giải 1991-92
  - Á quân mùa giải 1988-89
- Surrey Premier League Challenge Cup[9]
  - Nhà vô địch mùa giải 1995

## Thống kê
- Thành tích tốt nhất tại hạng đấu:[3] Xếp thứ 4 Combined Counties League Premier Division mùa giải 2005–06
- Thành tích tốt nhất tại FA Cup:[3] Vòng sơ loại thứ hai mùa giải 2016/17
- Thành tích tốt nhất tại FA Vase:[3] Vòng bốn mùa giải 2014/15
- Kỷ lục khán giả đến sân:[10] 288 người trong trận đấu với AFC Wimbledon (Surrey Senior Cup mùa giải 2010)
- Chiến thắng đậm nhất:[2] 9–1 trước Bedfont, 5 tháng 3 năm 2008